# Wahlkreis West Aberdeenshire and Kincardine (Schottisches Parlament)
| West Aberdeenshire and Kincardine                       |
| ------------------------------------------------------- |
| West Aberdeenshire and Kincardine · North East Scotland |
| Gebildet                                                |
| 1999                                                    |
| Abgeschafft                                             |
| 2011                                                    |
| Regionen                                                |
| Aberdeenshire                                           |

West Aberdeenshire and Kincardine war ein Wahlkreis für das Schottische Parlament. Er wurde 1999 als einer von neun Wahlkreisen der Wahlregion North East Scotland eingeführt, die im Zuge der Revision der Wahlkreise im Jahre 2011 neu zugeschnitten und auf zehn Wahlkreise erweitert wurde. Hierbei wurde der Wahlkreis West Aberdeenshire and Kincardine abgeschafft. Er umfasste die dünnbesiedelten südwestlichen Gebiete der Council Area Aberdeenshire mit den Städten Ballater, Banchory und Stonehaven. Die Gebiete sind weitgehend in den neuen Wahlkreisen Aberdeenshire West und Angus North and Mearns aufgegangen. Bezogen auf die Fläche war West Aberdeenshire and Kincardine der größte Wahlkreis der Wahlregion North East Scotland und entsandte einen Abgeordneten. Bei Zensuserhebung 2001 lebten insgesamt 81.231 Personen innerhalb seiner Grenzen.

## Wahlergebnisse

### Parlamentswahl 1999
| Ergebnisse der Parlamentswahl 1999 | Ergebnisse der Parlamentswahl 1999 | Ergebnisse der Parlamentswahl 1999 | Ergebnisse der Parlamentswahl 1999 |
| Partei                             | Kandidat                           | Stimmen                            | %                                  |
| ---------------------------------- | ---------------------------------- | ---------------------------------- | ---------------------------------- |
| Liberal Democrats                  | Mike Rumbles                       | 12.838                             | 35,9                               |
| Conservative                       | Ben Wallace                        | 10.549                             | 29,5                               |
| SNP                                | Maureen Watt                       | 7699                               | 21,5                               |
| Labour                             | Gordon Guthrie                     | 4650                               | 13,0                               |

### Parlamentswahl 2003
| Ergebnisse der Parlamentswahl 2003 | Ergebnisse der Parlamentswahl 2003 | Ergebnisse der Parlamentswahl 2003 | Ergebnisse der Parlamentswahl 2003 | Ergebnisse der Parlamentswahl 2003 |
| Partei                             | Kandidat                           | Stimmen                            | %                                  | ±                                  |
| ---------------------------------- | ---------------------------------- | ---------------------------------- | ---------------------------------- | ---------------------------------- |
| Liberal Democrats                  | Mike Rumbles                       | 14.553                             | 46,0                               | +10,1                              |
| Conservative                       | David Davidson                     | 9154                               | 28,9                               | −0,6                               |
| SNP                                | Ian Angus                          | 4489                               | 14,2                               | −7,3                               |
| Labour                             | Kevin Hutchens                     | 2727                               | 8,6                                | −4,4                               |
| Scottish Socialist                 | Alan Manley                        | 713                                | 2,3                                | +2,3                               |
| Wahlbeteiligung: 31.636 (50,58 %)  |                                    |                                    |                                    |                                    |

### Parlamentswahl 2007
| Ergebnisse der Parlamentswahl 2007 | Ergebnisse der Parlamentswahl 2007 | Ergebnisse der Parlamentswahl 2007 | Ergebnisse der Parlamentswahl 2007 | Ergebnisse der Parlamentswahl 2007 |
| Partei                             | Kandidat                           | Stimmen                            | %                                  | ±                                  |
| ---------------------------------- | ---------------------------------- | ---------------------------------- | ---------------------------------- | ---------------------------------- |
| Liberal Democrats                  | Mike Rumbles                       | 14.314                             | 41,1                               | −4,9                               |
| SNP                                | Dennis Robertson                   | 9144                               | 26,3                               | +12,1                              |
| Conservative                       | Stewart Whyte                      | 8604                               | 24,7                               | −4,2                               |
| Labour                             | James Nobel                        | 2761                               | 7,9                                | −0,7                               |
| Wahlbeteiligung: 34.823 (53,38 %)  |                                    |                                    |                                    |                                    |